# Daphne du Maurier
Daphne du Maurier (ur. 13 maja 1907 w Londynie, zm. 19 kwietnia 1989 w Par) – angielska pisarka, autorka popularnych powieści i opowiadań.
Choć klasyfikuje się ją jako powieściopisarkę romantyczną, jej historie opisywane były jako „nastrojowe i wdzięczne” z licznymi podtekstami paranormalnymi. Jej bestsellerowe prace początkowo nie zostały poważnie potraktowane przez krytyków, jednak od tego czasu zyskały trwałą reputację między innymi za rzemiosło narracyjne. Wiele z nich zostało z powodzeniem zaadaptowanych w filmach, w tym powieść Rebeka, Moja kuzynka Rachela, Zatoka Francuza, czy Jamaica Inn.
Jej najsłynniejsza powieść Rebeka należy do kanonu światowej literatury, zainspirowała także oscarowy film Alfreda Hitchcocka o takim samym tytule. Również podstawą Ptaków wspomnianego reżysera było identycznie zatytułowane opowiadanie du Maurier. Natomiast w 1973 na podstawie jej opowiadania Nie oglądaj się teraz Nicolas Roeg zrealizował film o identycznym tytule.
Du Maurier spędziła większość swojego życia w Kornwalii, gdzie też osadziła akcję większości swoich prac. W miarę, jak jej sława rosła, zaczęła jednak stronić od ludzi i preferować pozostanie w odosobnieniu.
Jej rodzicami byli Sir Gerald du Maurier oraz aktorka sceniczna Muriel Beaumont. Jej dziadkiem był pisarz i karykaturzysta George du Maurier.
Na polski jej dzieła przekładał m.in. Michał Kłobukowski (Jabłoń, w zbiorze Makabreski, Warszawa: GiG, 1990).

## Młodość
Daphne du Maurier urodziła się w Londynie, jako druga z trzech córek wybitnego aktora i menadżera Sir Geralda du Maurier i aktorki Muriel Beaumont. Jej matka była siostrzenicą Williama Comynsa Beaumonta, dziennikarza, autora i wykładowcy. Dziadkiem du Maurier był autor i twórca komiksów, pracujący dla magazynu Punch, George du Maurier. Stworzył on postać Svengali w powieści Trillby wydanej w 1894. Starsza siostra Daphne, Angela du Maurier, również została pisarką, młodsza zaś, Jeanne, podjęła się kariery malarskiej.
Koneksje rodziny Du Maurier pomogły jej w rozpoczęciu i ugruntowaniu kariery literackiej. Kilka ze swoich wczesnych prac opublikowała w magazynie Bystander. Jej pierwsza powieść, Dobry duch (The Loving Spirit), została wydana w 1931.
Du Maurier była również kuzynką „chłopców Llewelyn Davies”, którzy stali się inspiracją dla postaci młodych bohaterów ze sztuki Piotruś Pan J.M Barriesa.
Jako małe dziecko, dzięki popularności swojego ojca, Du Maurier poznała wielu wybitnych aktorów teatralnych. Podczas spotkania z Tallulah Bankhead du Maurier powiedziała, że Bankhead była najpiękniejszym stworzeniem, jakie kiedykolwiek widziała.

## Powieści, opowiadania i biografie
Powieść Rebeka okazałą się jednym z najwybitniejszych dzieł autorki. Od razu po wydaniu stała się wielkim hitem, a w latach 1938–1965 sprzedano prawie 3 miliony jej egzemplarzy. Powieść nigdy nie wyszła z druku i była kilkukrotnie adaptowana zarówno na scenach teatralnych, jak i na wielkim ekranie. W 1938 roku W Stanach Zjednoczonych zdobyła nagrodę National Book Award za ulubioną powieść roku 1938 według głosowania członków American Bookellers Association. W Wielkiej Brytanii w ankiecie BBC „The Big Read” z 2003 roku znalazła się na czternastym miejscu „najbardziej lubianej powieści w kraju”.
Inne znaczące prace Du Maurier to: Kozioł ofiarny, Dom na Strandzie i Generał króla. Akcja ostatniej rozgrywa się w połowie pierwszej i drugiej angielskiej wojny domowej i została napisana z rojalistycznej perspektywy, przyjętej przez Du Maurier w czasie mieszkania w Kornwalii.
Kilka pozostałych powieści autorki również zostało przeniesionych na ekran, wliczając: Jamaica Inn, Zatokę Francuza, Hungry Hill oraz Moja kuzynka Rachela. Filmy Ptaki (1963) oraz Nie oglądaj się teraz (1973) zostały oparte na omówieniu opowiadań du Maurier. Autorka często żaliła się, że jedyne filmy na podstawie jej prac, które przypadły jej do gustu to Rebeka Hitchocka oraz Nie oglądaj się teraz Nicolasa Roeg’a.
Pomysł na przedstawienie książki Jamaica Inn Hitchcocka został odrzucony zarówno przez reżysera, jak i autorkę, z powodu całkowicie zmienionego przez niego zakończenia, które miało podkreślić jego gwiazdę Charlesa Laughtona. Du Maurier uważała również, że Olivia de Havilland została błędnie obsadzona w roli antybohaterki w filmie Moja kuzynka Rachela. Na szczęście film Zatoka Francuza wypadł znacznie lepiej w bogatej wersji kolorystycznej, wydanej w 1944. Później jednak du Maurier żałowała swojego wyboru Alec Guinessa, jako głównego bohatera filmu Kozioł ofiarny, który częściowo sfinansowała.
Du Maurier była często kategoryzowana jako „powieściopisarka romantyczna”, nad którym to określeniem bardzo ubolewała, szczególnie biorąc pod uwagę, że jej powieści niezwykle rzadko mają pozytywne, szczęśliwe zakończenie, a znacząco dominuje w nich nastrój niepokoju, grozy i występowanie zjawisk paranormalnych. Patrząc na jej dzieła w tym świetle, mają one zdecydowanie więcej wspólnego z powieściami sensacyjnymi Wilkiego Collinsa i innych twórców, których Daphne podziwiała. Jej nekrolog, Kate Kellaway napisała: „Du Maurier była mistrzynią wykalkulowanego niezdecydowania. Nie chciała zaspokoić umysłów swoich czytelników. Pragnęła, by jej zagadki trwały. Chciała, by jej powieści nadal prześladowały ich nocami, długo po ich zakończeniu”.
Powieść du Maurier Mary Anne (1954) to fabularyzowana historia o jej prababce Mary Anne Clarke nee Thompson (1776-1852), która w latach 1803–1808 była kochanką Fredericka Augustusa, księcia Yorku i Albany (1763-1827). Według rymowanki był on „wielkim, starym księciem Yorku”, synem króla Jerzego III i bratem króla Jerzego IV oraz króla Wilhelma IV. Z kolei główną bohaterką jej ostatniej powieści, Rule Britannia jest starzejąca się aktorka, która według powszechnej opinii została oparta na Gladys Cooper (której też zadedykowano powieść).
W 2011 odkryto kolekcję zapomnianych opowiadań du Maurier, napisanych przez nią w wieku 21 lat, które umożliwiają wgląd w jej dojrzały styl. Jedno z nich, The Doll opowiada o obsesji pewnej młodej kobiety na punkcie mechanicznej, męskiej lalki.
W późniejszym życiu du Maurier pisała literaturę faktu, w tym kilka biografii m.in. Gerald, – biografię jej ojca. Du Maurier śledzi w niej przeprowadzkę rodziny z Francji do Anglii w XIX wieku

## Sztuki teatralne
Daphne du Maurier napisała trzy sztuki teatralne. Pierwszą była adaptacja powieści Rebeka, która swoją premierę miała 5 marca 1940 roku w Queen’s Theatre w Londynie. Główne role zagrali w niej Celia Johnson i Owen Nares. Po 181 przedstawieniach produkcja została przeniesiona do Strand Theatre, gdzie Jill Furse przejęła rolę drugiej pani De Winter, a Mary Merrall występowała jako pani Danvers.
W 1943 roku napisała zainspirowany autobiografią dramat Moje młode lata opowiadający o niespodziewanym powrocie starszego oficera, uważanego powszechnie za zmarłego, który odkrywa, że jego żona objęła jego poselskie stanowisko i nawiązała romantyczny związek z miejscowym rolnikiem. Spektakl po raz pierwszy wystawiono w Manchester Opera House w 1944 r., a następnie przeniesiono go do Londynu. Premiera odbyła się w Wyndham’s Theatre 10 stycznia 1945 r. z udziałem Nory Swinburne i Clive’a Brooka. Produkcja, wyreżyserowana przez Irene Hentschel, stała się wieloletnim hitem, granym łącznie 617 razy. Dramat został reaktywowany przez Caroline Smith w Orange Tree Theatre w Richmond upon Thames 5 września 2007 roku, z udziałem Karen Ascoe i Marka Tandy’ego.
Jej trzecia sztuka, September Tide opowiada o losach kobiety w średnim wieku, w której zakochuje się jej własny zięć-artysta. Jej premiera odbyła się 15 grudnia 1948 roku w Teatrze Aldwych z Gertrude Lawrence w roli Stelli. Wystawianie spektaklu zakończono w sierpniu 1949 po 267 przedstawieniach.

## Imiona, tytuły i zaszczyty
Była znana powszechnie jako Daphne du Maurier od 1907 do 1932, kiedy to poślubiła Fredericka Browninga. Aż do 1946 wciąż tworzyła jako Daphne du Maurier, była jednak równocześnie tytułowana Daphne du Maurier, Lady Browning (1946–1969). W 1969 została wyniesiona do tytułu Dame Daphne du Maurier, Lady Browning DBE (1969–1989), jednak nigdy się nim nie posługiwała.
Według jej biografki, Margaret Foster, nikomu nie powiedziała o otrzymanym honorze i nawet jej dzieci dowiedziały się o tym dopiero z gazet.

## Oskarżenia o plagiat
Krótko po publikacji Rebeki w Brazylii, krytyk Álvaro Lins oraz inni czytelnicy wskazali na wiele podobieństw powieści du Maurier do książki „La Sucessora” (Następczyni) z 1934 r. autorstwa brazylijskiej pisarki Caroliny Nabuco. Według Nabuco i jej redaktora skopiowano nie tylko główną fabułę, lecz także liczne sytuacje i wręcz całe dialogi. Du Maurier, podobnie jak jej wydawca zaprzeczyła tym oskarżeniom, wskazując, że elementy wykorzystane w Rebece były w tym czasie dość powszechnie wykorzystywane.
Kontrowersje zostały zbadane w artykule z 6 listopada 2002 r. w gazecie The New York Times. W artykule napisano, że według wspomnień Nabuco, kiedy film Hitchcocka Rebecca został po raz pierwszy emitowany w Brazylii United Artists chciało, aby Nabuco podpisała dokument stwierdzający, że podobieństwa są jedynie zbiegiem okoliczności, jednak ta odmówiła.
The Times zacytował wspomnienia Nabuco, mówiąc: „Kiedy filmowa wersja Rebeki pojawiła się w Brazylii, prawnik producentów zwrócił się do mojego prawnika z prośbą o podpisanie dokumentu potwierdzającego możliwość, że był to zwykły zbieg okoliczności. Miałam zostać zrekompensowana kwotą opisaną jako: «o znacznej wartości». Naturalnie nie wyraziłam zgody.”
Artykuł w The Times mówi: „Pani Nabuco przetłumaczyła swoją powieść na język francuski i wysłała ją do wydawcy w Paryżu, o którym dowiedziała się, że jest on również [wydawcą] pani du Maurier dopiero po tym, jak Rebecca stała się światowym sukcesem. Powieści mają identyczną fabułę, a nawet kilka identycznych fragmentów”.
Ponadto autor Frank Baker uważa, że du Maurier splagiatowała jego powieść The Birds (Ptaki) z 1936, w swoim własnym opowiadaniu o tym samym tytule z 1952 r. Du Maurier pracowała dla wydawcy Bakera Petera Llewelyna Daviesa w czasie, kiedy ten przedstawił mu swoją książkę.. Kiedy The Birds Hitchcocka, oparte na historii du Maurier zostało opublikowane, Baker rozważał wytoczenie kosztownego procesu przeciwko Universal Studios, zostało mu to jednak odradzone.

## Życie prywatne
Daphne du Maurier poślubiła Majora Fredericka „Boya” Browninga w 1932. Mieli razem troje dzieci:
- Tessę (ur. 1933), która poślubiła majora Petera de Zulueta. Po rozwodzie, wyszła ponownie za mąż za Davida Montgomery’ego.

- Flavię (ur. 1937), która poślubiła Kapitana Alastaira Towera. Po rozwodzie wyszła ponownie za mąż za generała Petera Lenga.

- Christiana (ur. 1940) – fotografa i twórcę filmowego. Ożenił się z Olive White (Miss Irlandii 1961).

Biografowie odnotowali, że małżeństwo du Maurierów bywało czasami chłodne, a Daphne potrafiła niekiedy być oziębła i dystansowała się od swoich dzieci, szczególnie córek, szczególnie w czasie, kiedy całkowicie zanurzała się w pisaniu. Jej mąż zmarł w 1965 r. i niedługo później Daphne przeprowadziła się do Kilmath, niedaleko Par w Kornwalii, które to stało się miejscem akcji dla powieści The House on the Strand (Dom nad wodą).
Du Maurier często przedstawiano jako oziębłą samotniczkę, która rzadko pojawiała się wśród społeczeństwa czy udzielała wywiadów. Wyjątek nastąpił po premierze filmu Bridge Too Far, w którym jej mąż został przedstawiony w niepochlebnym świetle. Zdenerwowana, napisała do krajowych gazet potępiając to, co uważała za „niewyobrażalne potraktowanie”. Kiedy jednak znajdowała się poza zasięgiem opinii publicznej, wielu uważało ją za ciepłą i niezwykle zabawną osobę, będącą gościnną gospodynią w Menabilly, domu, który przez wiele lat wynajmowała (od rodziny Rashleigh) w Kornwalii.
Wystąpiła jako rozbitek w programie Radio BBC Desert Island Discs nadawanym 3 września 1977 r. Jej ulubioną książką były „Zebrane opowieści Jane Austen”, a za swój drobny luksus uważała whisky i piwo imbirowe.
Du Maurier była jednym z pierwszych członków Mebyon Kernow, kornwalijskiej partii nacjonalistycznej.

## Domniemane tajne związki seksualne
Po śmierci du Maurier w 1989, pisarze zaczęli rozprzestrzeniać historie o domniemanych związkach autorki z różnymi, znanymi osobami, wliczając w to aktorkę Gertrude Lawrence, a także jej rzekomy pociąg do Ellen Doubleday, żony jej amerykańskiego wydawcy Nelsona Doubleday.
Du Maurier stwierdziła w swoich wspomnieniach, że jej ojciec pragnął zawsze syna; a będąc chłopczycą, chciała urodzić się chłopcem. Daphne du Maurier Companion, redagowana przez Helen Taylor, zawiera twierdzenia samej Helen, mówiące, że du Maurier wyznała jej w 1965 roku, że miała kazirodczy związek z ojcem, agresywnym alkoholikiem.
W korespondencji, którą rodzina przekazała biografce Margaret Forster, du Maurier wyjaśniła kilku zaufanym osobom swój wyjątkowy stosunek do swojej seksualności: jej osobowość obejmowała dwie różne osoby – kochającą żonę i matkę (stronę, którą pokazała światu) i ukochaną („zdecydowanie męską energię”) ukrytą przed praktycznie każdym, będącą siłą stojącą za jej twórczością artystyczną. Według biografii Forstera, du Maurier wierzyła, że „męska energia” napędzała jej pisanie. Forster napisał również, że zaprzeczenie o swojej biseksualności przez du Maurier ujawniło „homofobiczny” strach przed jej prawdziwą naturą.
Dzieci, zarówno du Maurier, jak i Lawrence zdecydowanie sprzeciwiły się opowieściom o domniemanym, intymnym związku ich matek. Dwa lata po śmierci Lawrence, jej biografia autorstwa Richarda Aldricha zawierała szczegółowe informacje na temat przyjaźni między nią, a du Maurier, która rozpoczęła się już w 1948 roku, kiedy Lawrence przyjęła główną rolę w nowej sztuce du Maurier Wrześniowy przypływ. Lawrence koncertowała w Wielkiej Brytanii w 1948 r. i kontynuowała tę trasę ją w londyńskiej dzielnicy teatralnej West End do 1949 r. Później du Maurier odwiedziła ich w należącym do nich domu w Stanach Zjednoczonych. Aldrich nie wspomniał żadnym słowem o możliwym związku homoseksualnym pomiędzy tymi kobietami.

## Śmierć
Du Maurier zmarła 19 kwietnia 1989 roku, w wieku 81 lat w Kornwalii. Jej ciało zostało poddane kremacji, a jej prochy rozrzucono z klifów wokół Kilmarth i Menabilly w Kornwalii.

## Odniesienia kulturowe
- Dialog z filmu Morning Patrol(inne języki) Nikosa Nikolaidisa(inne języki) wydanego w 1987 roku, zawiera fragmenty opublikowanych prac du Maurier.
- Daphne du Maurier była jedną z pięciu tzw. „Kobiet sukcesu”, wybranych do uhonorowania w zestawie brytyjskich znaczków, wydanych w sierpniu 1996 r.[29]
- English Heritage wywołało liczne kontrowersje w czerwcu 2008 roku, odrzucając wniosek o upamiętnienie domu autorki w Hampstead niebieską tablicą. W 2011 roku na Cannon Cottage w Well Street w Hampstead umieszczono tablicę, postawioną przez Heath and Hampstead Society[30].
- W 2013 roku wnuk pisarki Ned Browning wydał kolekcję męskich i damskich zegarków, inspirowanych postaciami z powieści Rebecca, pod marką du Maurier Watches[31].
- W powieści z 2014 roku The House at the End of Hope Street[32] du Maurier jest przedstawiana jako jedna z kobiet, zamieszkujących tytułowy dom.[33]
- Postać Bedelii Du Maurier(inne języki) w serialu telewizyjnym Hannibal została nazwana na cześć du Daphne du Maurier, ponieważ jej twórca Bryan Fuller(inne języki) jest wilekim fanem Alfreda Hitchcocka, który adaptował do filmów trzy książki autorki[34].
- Daphne du Maurier pojawia się jako bohaterka opowiadania autorstwa Rose Tremain „The Housekeeper”. Historia opisuje lesbijski romans między du Maurier, a polską gospodynią, która jest następnie przedstawiona jako pani Danvers w Rebece.

## Twórczość
- The Loving Spirit (1931)
- I’ll Never Be Young Again (1932) – wyd. pol. Nigdy nie będę młody, Alfa 1998
- Gerald: A Portrait (1934)
- Jamaica Inn(inne języki) (1936) – wyd. pol. Oberża na pustkowiu, PIW 1976
- The du Mauriers (1937) – wyd. pol. Dzieci metresy, Alfa-Wero 1999
- Rebecca (1938) – wyd. pol. Rebeka, Iskry 1960
- Rebecca (1940) – adaptacja sceniczna powieści Rebeka
- Come Wind, Come Weather (1940) – opowiadania
- Frenchman’s Creek (1941) – wyd. pol. Zatoka Francuza, KAW 1991
- Hungry Hill (1943)
- The Years Between(inne języki) (1945) – sztuka teatralna
- The King’s General (1946) – wyd. pol. Generał w służbie króla, Prószyński i S-ka 2000
- September Tide (1948) – sztuka teatralna
- The Parasites (1949)
- My Cousin Rachel(inne języki) (1951) – wyd. pol. Moja kuzynka Rachela, Iskry 1992
- The Young George du Maurier (1951)
- The Apple Tree lub Kiss Me Again, Stranger (1952)
- Mary Anne (1954) – wyd. pol. Metresa, Alfa 1995
- The Scapegoat (1957) – wyd. pol. Sobowtór, KAW 1995 oraz wyd. pol. Kozioł ofiarny, Wydawnictwo Albatros 2016
- The Breaking Point lub The Blue Lenses (1959) – opowiadania, wyd. pol. Niebieskie soczewki, Prószyński i S-ka 1998
- Early Stories (1959) – zbiór opowiadań napisanych w latach 1927–1930
- The Infernal World of Branwell Brontë (1960)
- The Birds and Other Stories (1963 – reedycja The Apple Tree) – opowiadania, wyd. pol. Ptaki, Prószyński i S-ka 1997
- The Glass-Blowers (1963)
- The Flight of the Falcon (1965) – wyd. pol. Lot sokoła, Rebis 1996
- Vanishing Cornwall (1967) – ilustrowana fotografiami autorstwa Christiana Browninga, syna pisarki
- The House on the Strand(inne języki) (1969) – wyd. pol. Dom nad wodą, Alfa-Wero 1994
- Not After Midnight lub Don’t Look Now (1971) – opowiadania, wyd. pol. Nie oglądaj się teraz, Prószyński i S-ka 1996
- Rule Britannia (1972) – wyd. pol. Niezłomna, Prószyński i S-ka 1999 lub Władaj Brytanio!, Świat Książki 2010
- Golden Lads: Sir Francis Bacon, Anthony Bacon and their Friends (1975)
- The Rendezvous and Other Stories (1980) – opowiadania
- Daphne du Maurier’s Classics of the Macabre (1987) – opowiadania, wyd. pol. Makabreski, Ginalski i s-ka 1990
- Enchanted Cornwall (1989)